# Universitätsbibliothek Kiel

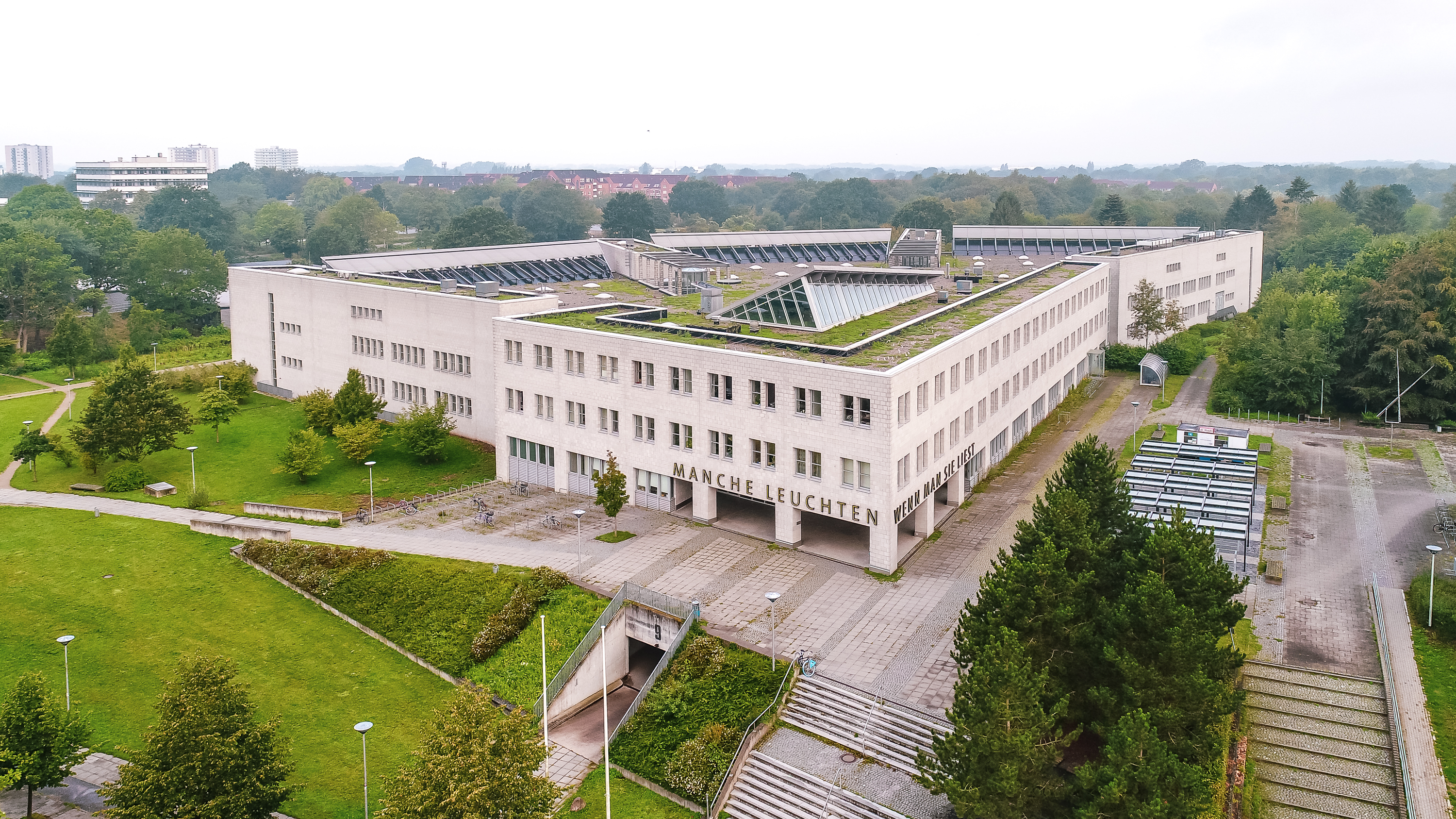
„Manche leuchten, wenn man sie liest“ – Luftaufnahme der Universitätsbibliothek der CAU an der Leibniz-Straße.

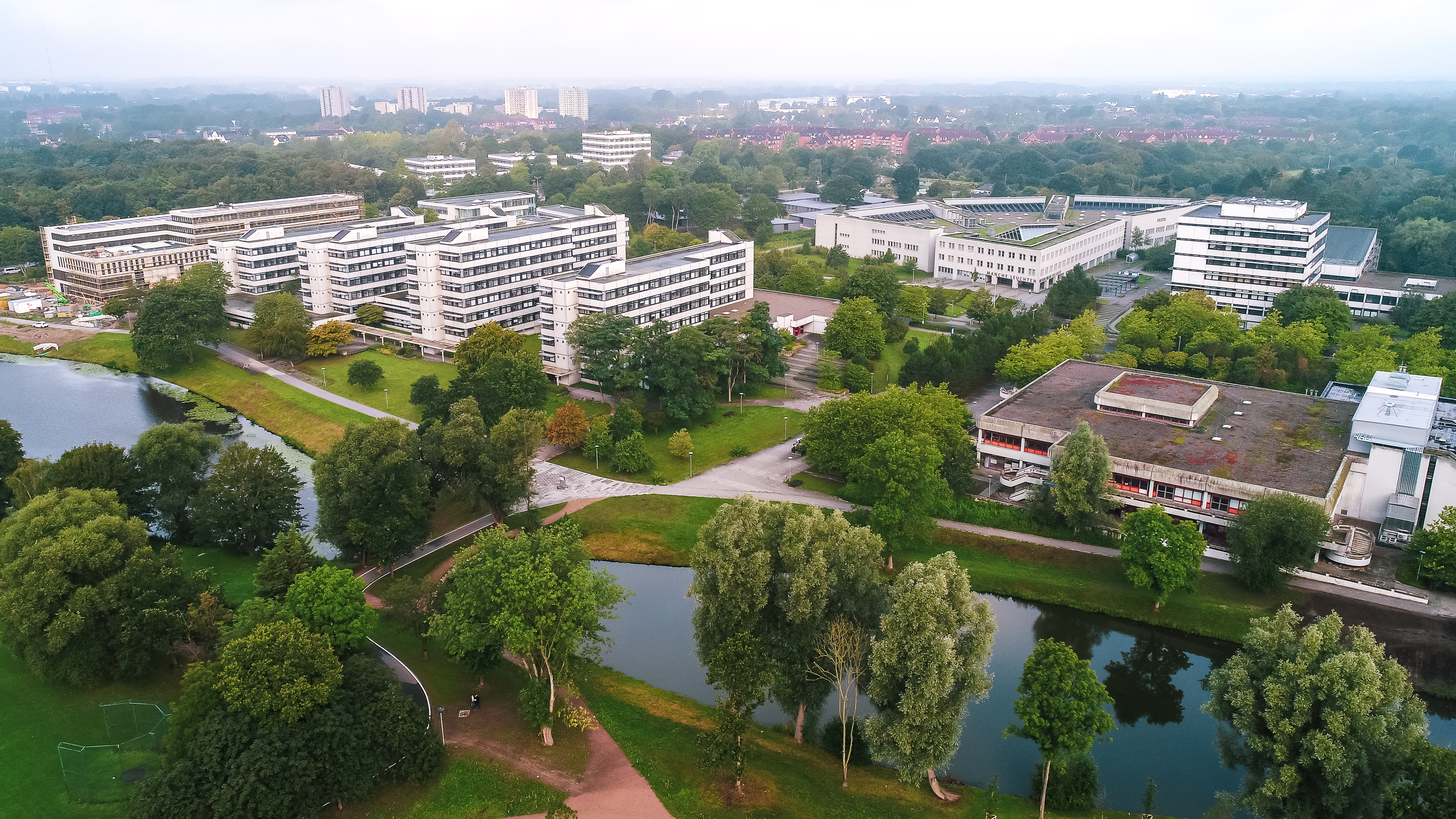
An der Leibniz-Straße ansässige Institute, die Mensa und die Universitätsbibliothek.

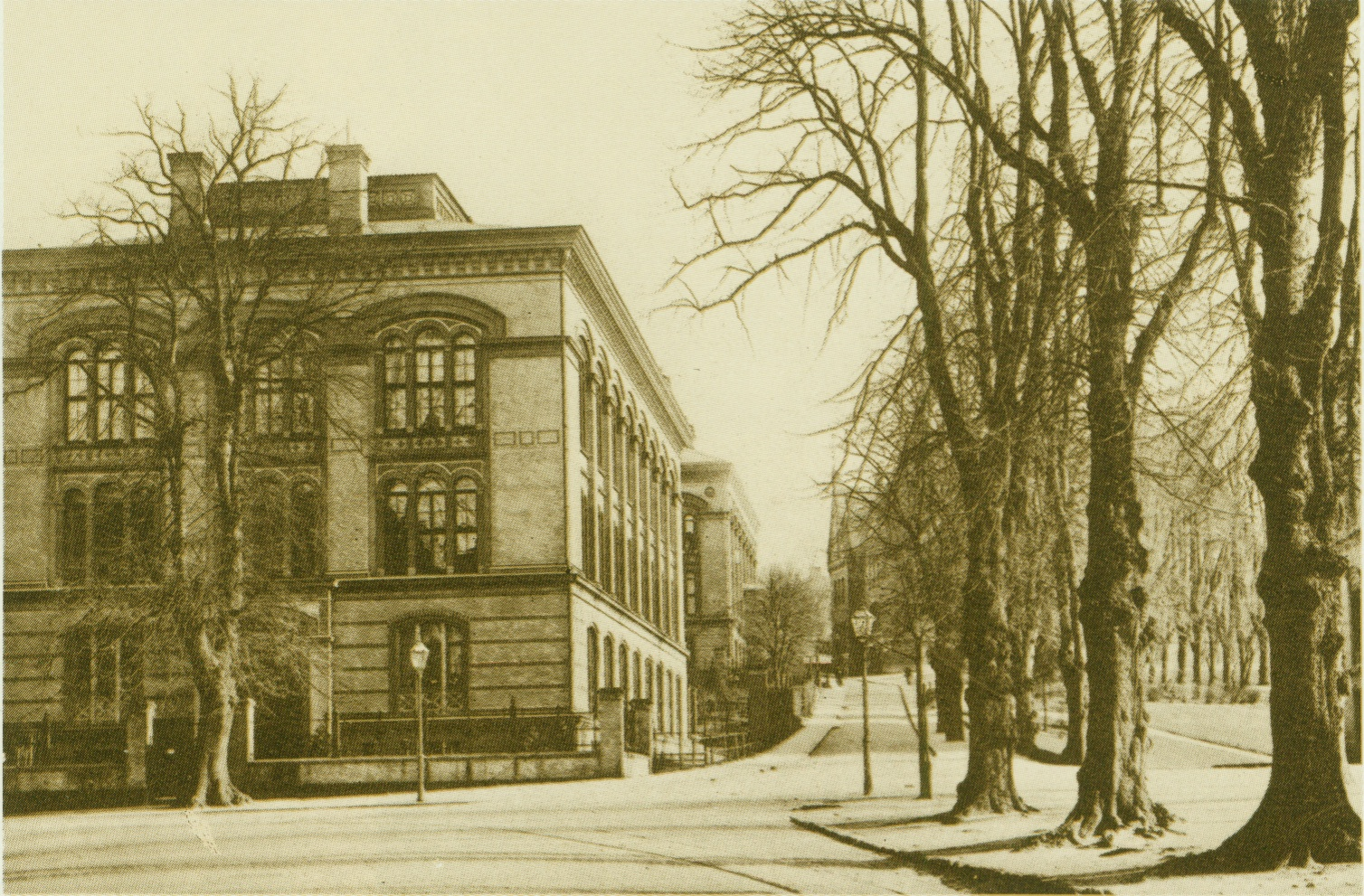
Universitätsbibliothek (1893)

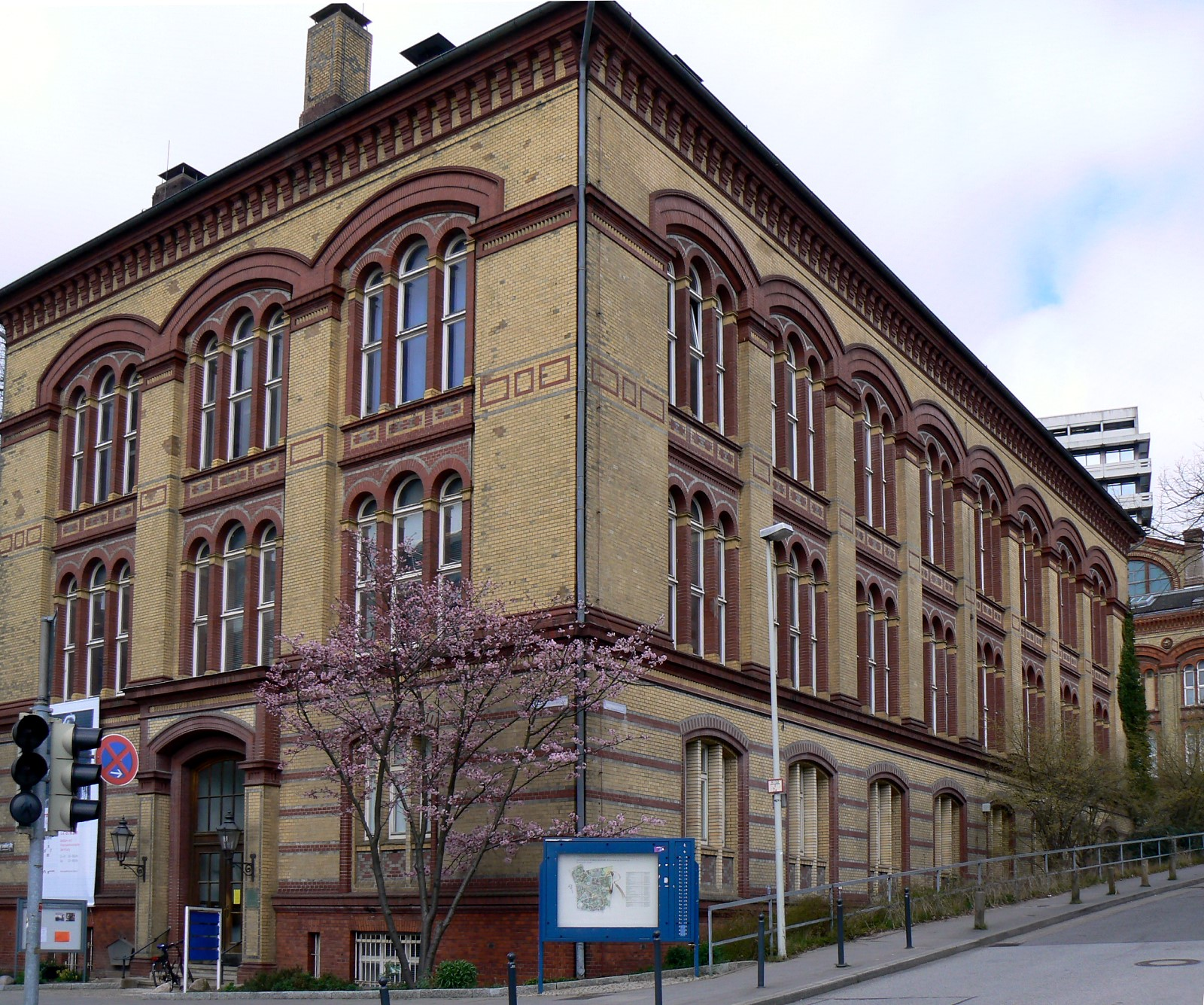
Ehemalige Medizinische Abteilung in der Brunswiker Straße

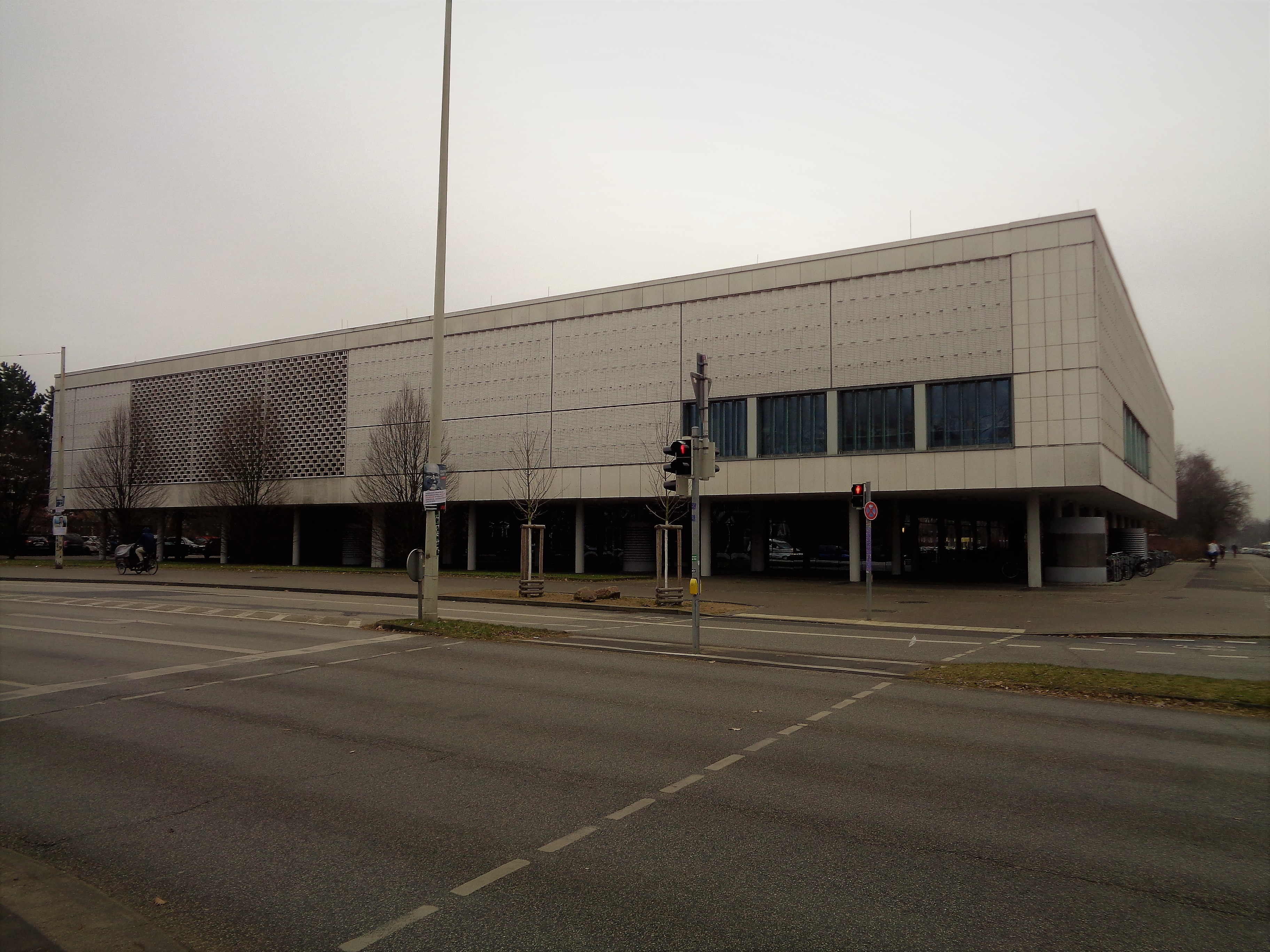
Ehemaliges Hauptgebäude der Universitätsbibliothek, Westring 400

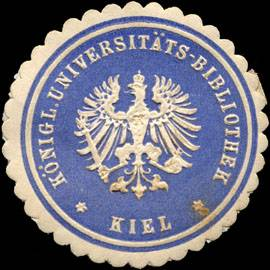
Amtliche Siegelmarke der Universitätsbibliothek aus preußischer Zeit

Die Universitätsbibliothek Kiel ist mit der Zentralbibliothek und 43 Fachbibliotheken die Universitätsbibliothek und eine zentrale Einrichtung der Christian-Albrechts-Universität zu Kiel.
Sie ist die größte Bibliothek in Schleswig-Holstein und verfügt über einen Gesamtbestand von rund 4,58 Millionen Bänden (2016). Davon steht gut die Hälfte (rund 2,48 Millionen Bände) in den Abteilungen der Zentralbibliothek. Darüber hinaus hält die Universitätsbibliothek derzeit 6.115 Zeitschriften in gedruckter Form und 35.332 elektronische Zeitschriften.
Die Bibliothek wurde 1665 gemeinsam mit der Universität in Kiel gegründet, wobei man als Grundstock insbesondere die Klosterbibliothek des Klosters Bordesholm benutzte. Auch aus diesem Grund befinden sich in der Kieler Universitätsbibliothek auch mittelalterliche Handschriften und alte Drucke.
Derzeitige Direktorin der Bibliothek ist Kerstin Helmkamp.

## Geschichte
Nach der Gründung der Universitätsbibliothek 1665 erhielt sie als Grundstock durch Verfügung des Gottorfer Herzogs Christian Albrecht die Handschriften und Drucke des um 1550 im aufgelösten Augustinerchorherren-Stift in Bordesholm eingerichteten und 1665 zugunsten der Universität aufgegebenen Fürstengymnasiums, die noch heute den ältesten Bestand ausmachen. Ende des 18. Jahrhunderts zählte sie bereits zu den bedeutendsten Bibliotheken Deutschlands. Mitte des 19. Jahrhunderts war die Bibliothek im Kieler Schloss untergebracht. Der langjährige Bibliothekar Henning Ratjen veranlasste 1834 die Übersiedelung der Universitätsbibliothek aus den oberen in die unteren Räume des Schlosses und ordnete im Jahre 1838 nach dem Brand des Schlosses und der Schlosskapelle die Bibliothek neu.
1884 erhielt die Universitätsbibliothek nach Entwürfen des Architekten Martin Gropius unter der Leitung von Emil Steffenhagen erstmals ein reines im Magazinsystem erbautes Bibliotheksgebäude, welches 1907 erweitert wurde. Dieses wurde jedoch während des Zweiten Weltkrieges zerstört, wobei etwa die Hälfte der rund 500.000 Bände verloren gingen. Nach dem Krieg wurde die Universität, mit Ausnahme des Universitätsklinikum, auf das Gelände an der Olshausenstraße verlegt. 1966 erhielt die Universitätsbibliothek einen Neubau am Westring, während die Medizinische Abteilung in der Alten Universitätsbibliothek verblieb. Der Neubau erwies sich bald als zu klein, sodass 1987 eine Zweigstelle für die Naturwissenschaftliche Abteilung am Heinrich-Hecht-Platz gegründet wurde.
2001 wurde ein Neubau an der Leibnizstraße in Betrieb genommen, und die Naturwissenschaftliche Abteilung konnte wieder mit den anderen Abteilungen zusammengeführt werden. Seitdem bestehen neben dem Hauptgebäude in der Leibnizstraße noch die Medizinische Abteilung für das Universitätsklinikum, die 2012 vom alten Standort in der Brunswiker Straße in modernisierte und größere Räume im Breiten Weg umgezogen ist, und die Ingenieurwissenschaftliche Abteilung im Gebäude der Technischen Fakultät auf dem Ostufer in der Kaiserstraße. In dem Gebäude beim Westring befindet sich heute nur noch ein Teil des Magazinbestandes. Zudem wird das Gebäude vom Institut für Sozialwissenschaften als Seminar- und Bürogebäude genutzt.
Ende des 19. Jahrhunderts wurden mit der Gründung von Seminaren und Instituten Fachbibliotheken eingerichtet. 1973 wurde durch das Landeshochschulgesetz die Universitätsbibliothek als zentrale Einrichtung geschaffen. Dadurch wurden die Fachbibliotheken Teil der Universitätsbibliothek. Zuvor standen sie unter der Verwaltung der Seminare und Institute.
Hauptamtliche Direktoren der UB Kiel waren: Emil Julius Hugo Steffenhagen (1875–1903), August Wetzel (1903–1907), Johann Frantz (1907–1924), Christoph Weber (1924–1935), Herbert Oberländer (1937–1944), Heinrich Grothues (1946–1956), Friedrich-Adolf Schmidt-Künsemüller (1959–1975), Günter Wiegand (1975–2003), Else Maria Wischermann (2003–2017). Derzeitige Direktorin ist Kerstin Helmkamp.

## Lage
Die Hauptabteilung der Zentralbibliothek liegt in der Leibnizstraße 9 gegenüber dem Physikzentrum im nördlichen Teil des Campus. Sie wurde 2001 neu erbaut. Im Eingangsbereich befindet sich eine großräumige Eingangshalle, von der drei Segmente strahlenförmig abgehen. Das zweistöckige Gebäude wurde von der Baufirma Bilfinger Berger errichtet. Über dem Haupteingang befindet sich eine Lichtinstallation der Künstlerin Elsbeth Arlt. Der Schriftzug „Manche leuchten, wenn man sie liest“ stammt aus dem Roman Les Nourritures terrestres (1897) von André Gide. In der näheren Umgebung befinden sich der Botanische Garten und eine Mensa.
Zuvor war die Zentralbibliothek in einem Gebäude am Westring gegenüber dem Audimax untergebracht. Dort befindet sich heute noch ein Teil des geschlossenen Magazins. Das Gebäude beherbergt jetzt das International Center der CAU zur Studienberatung für ausländische Studierende. Des Weiteren dient es als Seminar- und Bürogebäude für das Walther-Schücking-Institut für Internationales Recht, das Institut für Sozialwissenschaften und das Institut für Sicherheitspolitik. Die Schleswig-Holsteinische Universitäts-Gesellschaft hat dort ihren Hauptsitz.
Die Medizinische Abteilung liegt seit 2012 am Breiten Weg 10 im westlichen Bereich des Uni-Klinikums. Im ehemaligen Gebäude in der Brunswiker Straße befand sich vor dem Zweiten Weltkrieg der gesamte Bibliotheksbestand; in diesem Gebäude befindet sich weiterhin die Medizin- und Pharmaziehistorische Sammlung der CAU.
Die Ingenieurwissenschaftliche Abteilung liegt an der Kaiserstraße 2 auf dem Gelände der Technischen Fakultät am Ostufer der Förde. In der Nähe befindet sich unter anderem die HDW-Werft.

## Ausleihsystem
Die Bestände der Zentralbibliothek sind, bis auf wenige Präsenzbestände, entleihbar. Ein Großteil der Bücher befinden sich im Freihandbereich oder im offenen Magazin. Diese können für vier Wochen entliehen werden, Zeitschriftenbände für zwei Wochen. Ein Teil der Bestände befindet sich im geschlossenen Magazin. Diese müssen bestellt werden und können in der Regel am nächsten Tag abgeholt werden. Ausgeliehene Bücher können vorgemerkt und so reserviert werden. Bücher, die vor 1900 erschienen sind, können nur im Lesessal genutzt werden. Über den GBV können zudem Bücher, Kopien und andere Medien per Fernleihe bestellt werden.
Ausleihberechtigt sind alle Studenten und Mitarbeiter der Hochschulen und Fachhochschulen in Schleswig-Holstein, außer in der Ingenieurwissenschaftlichen Abteilung der Zentralbibliothek, dort können nur Studenten und Mitarbeiter der CAU entleihen. Zudem können alle Bürger mit Wohnsitz in Schleswig-Holstein und Referendare gegen eine Jahresgebühr Bücher entleihen.
Die Fachbibliotheken sind meist Präsenzbibliotheken, das heißt, dass Bücher nicht oder nur kurz über das Wochenende entliehen werden können. Examenskandidaten sind von der Ausleihbeschränkung in einigen Fachbibliotheken befreit.

## Besonderheiten

### Handschriften und Inkunabeln (Auswahl)
- Bordesholmer Marienklage
- Lübecker Bibel (1494)
- Prologus Arminensis

### Sondersammelgebiet Skandinavien
Aufgrund der engen Verbindung Schleswig-Holsteins mit Dänemark und den anderen skandinavischen Ländern wurden schon frühzeitig ein großer Bestand nordischer Literatur gebildet. Die wurde im 18. Jahrhundert unter anderem durch Dublettenabgaben aus der königlichen Bibliothek aus Kopenhagen gefördert.
Ab 1910 erfolgten Erwerbsabsprachen mit anderen preußischen Universitätsbibliotheken, Kiel wurde mit dem Bereich der Nordischen Philologie eine klar umrissenen Sammelaufgabe zugewiesen.
Während des Zweiten Weltkrieges ging rund die Hälfte der Bände, etwa 250.000, verloren. Durch Kontakte zu Bibliotheken in Skandinavien wurde die Wiederbeschaffung jedoch erleichtert.
Der Universitätsbibliothek Kiel wurde im Rahmen des Sondersammelgebietsplan der Deutschen Forschungsgemeinschaft die Pflege des Gebietes 7,22 (Skandinavien) anvertraut. 1963 wurde Schweden dem Sammelplan wieder hinzugefügt, nachdem es 1949 der SUB Hamburg zugewiesen worden war. Zum Sondersammelgebiet Skandinavien gehört Literatur aus Dänemark, Schweden, Norwegen, den Färöer, Island und Grönland. Dabei werden Werke aus unterschiedlichen Themenbereichen gesammelt, unter anderem Politik, Sprachwissenschaft, Volkskunde, Geschichte und Anthropogeographie.

### Fachinformationsdienst Nordeuropa
Zu Beginn des Jahres 2016 hat der Fachinformationsdienst Nordeuropa (FID) als Teil des bundesweiten Förderprogramms Fachinformationsdienste für die Wissenschaft der Deutschen Forschungsgemeinschaft (DFG) das bisherige Sondersammelgebiet Skandinavien (SSG) an der Universitätsbibliothek Kiel abgelöst. Der FID Nordeuropa sammelt wissenschaftlich relevante Literatur zu Dänemark, Norwegen (mit Spitzbergen), Schweden, Grönland, Island, den Färöern sowie Finnland (über den Sammelschwerpunkt der Staats- und Universitätsbibliothek Göttingen). Das Rechercheportal des FID ist die Virtuelle Fachbibliothek Nordeuropa vifanord.

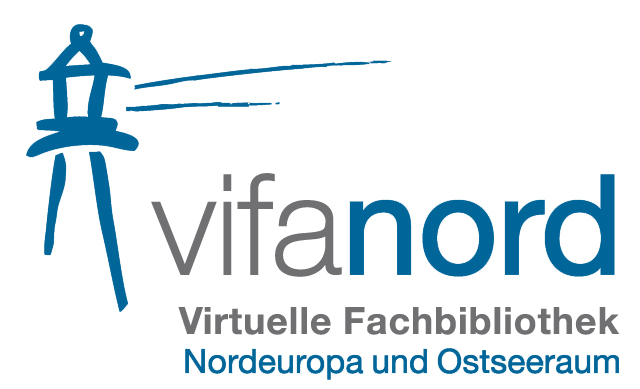
Logo

### Vifanord
Zusammen mit der Universitätsbibliothek Greifswald und der Niedersächsischen Staats- und Universitätsbibliothek Göttingen betreibt die Universitätsbibliothek Kiel die virtuelle Fachbibliothek Vifanord. Vifanord bündelt Literatur und Forschungsergebnisse aus den Skandinavischen Staaten und dem Ostseeraum.

## Zentralbibliothek
- Hauptabteilung der Universitätsbibliothek
- Medizinische Abteilung der Universitätsbibliothek
- Ingenieurwissenschaftliche Abteilung der Zentralbibliothek

## Fachbibliotheken

### Theologische Fakultät
- Fachbibliothek Theologie

### Rechtswissenschaftliche Fakultät
- Fachbibliothek am Juristischen Seminar
- Fachbibliothek am Walther-Schücking-Institut für internationales Recht
- Fachbibliothek am Institut für Sanktionenrecht und Kriminologie
- Fachbibliothek am Institut für Osteuropäisches Recht
- Fachbibliothek am Institut für Wirtschafts- und Steuerrecht einschließlich Wirtschaftsstrafrecht
- Fachbibliothek am Institut für Europäisches und Internationales Privat- und Verfahrensrecht

### Wirtschafts- und Sozialwissenschaftliche Fakultät
- Fachbibliothek für Wirtschaftswissenschaften
- Fachbibliothek Sozialwissenschaften

### Medizinische Fakultät
- Fachbibliothek Anatomie/Biochemie
- Fachbibliothek am Physiologischen Institut
- Fachbibliothek Medizin am Breiten Weg

### Philosophische Fakultät
- Geschichtswissenschaften
  - Fachbibliothek am Institut für Ur- und Frühgeschichte
  - Fachbibliothek Geschichte
  - Fachbibliothek am Institut für Klassische Altertumskunde
  - Fachbibliothek am Seminar für Europäische Ethnologie/Volkskunde
- Neuere Sprachen- und Literaturwissenschaften
  - Fachbibliothek am Seminar für Allgemeine und Vergleichende Sprachwissenschaft
  - Fachbibliothek am Institut für Phonetik und digitale Sprachverarbeitung
  - Fachbibliothek am Englischen Seminar
  - Fachbibliothek Germanistik (Sprache / Literatur / Medien)
  - Fachbibliothek am Nordischen Institut
  - Fachbibliothek am Romanischen Seminar
  - Fachbibliothek am Institut für Slavistik
- Fachbibliothek am Philosophischen Seminar
- Fachbibliothek am Kunsthistorischen Institut
- Fachbibliothek an der Kunsthalle
- Fachbibliothek am Musikwissenschaftlichen Institut
- Fachbibliothek am Seminar für Orientalistik
- Fachbibliothek am Institut für Psychologie
- Fachbibliothek für Pädagogik
- Fachbibliothek am Institut für Sport und Sportwissenschaften

### Mathematisch-naturwissenschaftliche Fakultät
- Fachbibliothek Mathematik/Informatik/Rechenzentrum
- Fachbibliothek Physikzentrum
- Fachbibliothek an den Instituten für Anorganische und Organische Chemie
- Fachbibliothek am Institut für Geowissenschaften
- Fachbibliothek am Institut für Physikalische Chemie
- Fachbibliothek am Pharmazeutischen Institut, Abt. Pharmazeutische Biologie
- Fachbibliothek am Pharmazeutischen Institut, Abt. Pharmazeutische Chemie und Abt. Pharmazeutische Technologie
- Zoologisches Museum
- Fachbibliothek am Geographischen Institut
- Fachbibliothek am Institut für Polarökologie
- Völkerkundliche Sammlung

### Agrar- und Ernährungswissenschaftliche Fakultät
- Fachbibliothek am Institut für Humanernährung und Lebensmittelkunde
- Fachbibliothek am Institut für Landwirtschaftliche Verfahrenstechnik
- Fachbibliothek am Institut für Pflanzenbau und Pflanzenzüchtung
- Fachbibliothek am Institut für Pflanzenernährung und Bodenkunde
- Fachbibliothek am Institut für Phytopathologie
- Fachbibliothek am Institut für Tierernährung und Stoffwechselphysiologie
- Fachbibliothek am Institut für Tierzucht und Tierhaltung

### Technische Fakultät
- Ingenieurwissenschaftliche Abteilung der Zentralbibliothek (zugleich Fachbibliothek Ingenieurwissenschaften an der Technischen Fakultät)